# La Perche

La Perche este o comună în departamentul Cher, Franța. În 1 ianuarie 2022 avea o populație de 192 de locuitori.